# 슈나이더도마뱀
슈나이더도마뱀(학명: Eumeces schneiderii 에우메케스 스크네이데리[*])는 도마뱀과에 속하는 파충류의 일종이다. 중앙아시아, 서아시아, 북아프리카에 서식한다. 다섯 가지의 아종이 인정받고 있다.

## 명명
종소명 스크네이데리(schneiderii)와 일반명 슈나이더도마뱀은 모두 요한 고틀로프 테아네우스 슈나이더(Johann Gottlob Theaenus Schneider)라는 독일의 동물학자를 기리기 위한 것이다.
아종소명 바라니(barani)의 경우 튀르키예의 파충류학자인 이브라힘 바란(İbrahim Baran)을 기리고 있다.

## 특징
몸 윗부분은 올리브회색 또는 갈색이고, 균일하거나 불규칙한 금색·노란색의 점무늬 또는 세로 줄무늬이며, 눈 아래부터 뒷다리까지 노란색의 옆줄무늬가 뻗어있어 이와 대비되며, 몸 아랫면은 노란빛을 띠는 흰색이다.
몸길이는 주둥이에서 항문까지 16.5cm이며 꼬리까지 더하면 총 20cm이다.

## 아종
한 개의 승명아종을 포함한 다섯 개의 아종이 유효 상태로 인정받고 있다.
- E. schneiderii barani Kumlutas et al., 2007
- E. schneiderii pavimentatus (Isidore Geoffroy Saint-Hilaire|I. Geoffroy Saint-Hilaire, 1827)
- E. schneiderii princeps (Eichwald, 1839)
- E. schneiderii schneiderii (Daudin, 1802)

주의: 괄호의 삼명식 명명은 이 아종이 원래 줄도마뱀속과는 다른 속에 기재되어 있었음을 가리킨다.

## 지리 분포
슈나이더도마뱀은 알제리 동부·튀니지·리비아·이집트의 북아프리카 지역, 이스라엘·키프로스·아나톨리아·서시리아·레바논·요르단· 이란 (카비르사막)·이라크·사우디아라비아 등의 서아시아 지역, 러시아 (다게스탄), 동조지아·남아르메니아·아제르바이잔 등의 남캅카스 지역, 투르크메니스탄·우즈베키스탄·타지키스탄·아프가니스탄 등의 중앙아시아 지역, 북파키스탄, 북서인도 등의 남아시아 지역에 분포한다.
- E. s. barani: 튀르키예 (아나톨리아).
- E. s. pavimentatus: 요르단, 레바논, 시리아
- E. s. princeps: 아르메니아, 아제르바이잔, 캅카스

## 서식지
선호하는 자연 서식지로는 해발고도 150~1800m 사이에 있는 바위 지대, 초원, 관목지, 습지가 있다.

## 번식
난생이다.

## 더 읽어보기
- Caputo V, Odierna G, Aprea G, Capriglione T (1993). "Eumeces algeriensis – a full species of the Eumeces schneiderii group (Scincidae) – karyological and morphological evidence". Amphibia-Reptilia 14 (2): 187-193.
- Göçmen, Bayram; Senol, Asaf; Mermer, Ahmet (2002). "A new record of Schneider's Skink, Eumeces schneideri  Daudin, 1802 (Sauria: Scincidae) from Cyprus". Zoology of the Middle East 27: 19-22.
- Daudin FM (1802). Histoire Naturelle, Générale et Particulière des Reptiles; Ouvrage faisant suite à l'Histoire Naturelle gènèrale et particulière, composée par Leclerc de Buffon; et rédigée par C.S. Sonnini, membre de plusieurs sociétés savantes. Tome quatrième [Volume 4]. Paris: F. Dufart. 397 pp. ("Scincus Schneiderii [sic]", new species, p. 291).
- Griffith H, Ngo A, Murphy RW (2000). "A cladistic evaluation of the cosmopolitan genus Eumeces Wiegmann (Reptilia, Squamata, Scincidae)". Russian Journal of Herpetology 7 (1): 1-16.
- Mertens R (1920). "Über die geographischen Formen von Eumeces schneideri Daudin". Senckenbergiana 2 (6): 176-179. (in German).
- Mertens R (1924). "Dritte Mitteilung über die Rassen der Glattechse Eumeces schneiderii". Senckenbergiana 27: 53-62. (1946?) (in German).
- Mertens R (1924). "Herpetologische Mitteilungen: V. Zweiter Beitrag zur Kenntnis der geographischen Formen von Eumeces schneiderii Daudin". Senckenbergiana 6: 182-184. (in German).
- Smith MA (1935). The Fauna of British India, Including Ceylon and Burma. Reptilia and Amphibia. Vol. II.—Sauria. London: Secretary of State for India in Council. (Taylor and Francis, printers). xiii + 440 pp. + Plate I + 2 maps. (Eumeces schneideri, pp. 341–342).
- Taylor EH (1936) [1935]. "A taxonomic study of the cosmopolitan lizards of the genus Eumeces with an account of the distribution and relationship of its species". University of Kansas Science Bulletin 23 (14): 1-643.